# Stary Rynek (Zawiercie)
Stary Rynek – osiedle Zawiercia, znajdujące się w zachodniej części miasta.

## Położenie
Stary Rynek znajduje się w zachodniej części miasta. Jest ograniczony linią kolejową, drogą krajową nr 78 oraz ulicami: Zachodnią, Cerefisko i Podmiejską. W pobliżu osiedla znajduje się osiedle TAZ.

## Charakterystyka
Stary Rynek jest osiedlem o zabudowie wielorodzinnej (76 budynków), a także największą w Zawierciu liczbą budynków wielorodzinnych wybudowanych przed 1945 rokiem (58). W 2015 roku osiedle zamieszkiwały 3482 osoby. Osiedle charakteryzuje się najwyższym w skali miasta na 1000 osób wskaźnikiem bezrobotnych (85,6 osób) oraz wskaźnikiem przestępstw (38,5 przestępstw). Stary Rynek cechuje się także złym stanem środowiska naturalnego, wynikłym z niskiej emisji, zanieczyszczenia Warty oraz bliskości obszarów przemysłowych. Stary Rynek przoduje w mieście w kwestii zagęszczenia placówek handlowych.
W skład osiedla wchodzą ulice: 11 Listopada, Apteczna, Bankowa, Bliska, Cerefisko, Ciasna, Dawna, plac Dąbrowskiego, Dobra, Hoża, Kopernika, Księżycowa, Lepsza, Marszałkowska, Morelowa, Piesza, Podmiejska, Porębska, Robotnicza, Rolnicza, Staroszkolna, Stary Rynek, Szkolna, Ślepa, Widok, Włodowska, Wspólna, Zachodnia, Żurawia, Żyły oraz w części Mrzygłodzka.

## Historia
Pierwszym zakładem funkcjonującym na terenie obecnego osiedla Stary Rynek była założona w 1833 roku przez Piotra Gostkowskiego przędzalnia bawełny. Był to pierwszy tego typu zakład w Zagłębiu Dąbrowskim. Po wielu zmianach własnościowych, a także pożarze w 1877 roku, w 1878 roku przędzalnia została przejęta przez TAZ. W 1881 roku TAZ wybudował przyzakładowy szpital. Mimo to pod koniec XIX wieku w okolicy panowały fatalne warunki mieszkaniowe; mieszkania były opisywane przez „Tydzień Piotrkowski” jako „wilgotne, ciasne i brudne”.

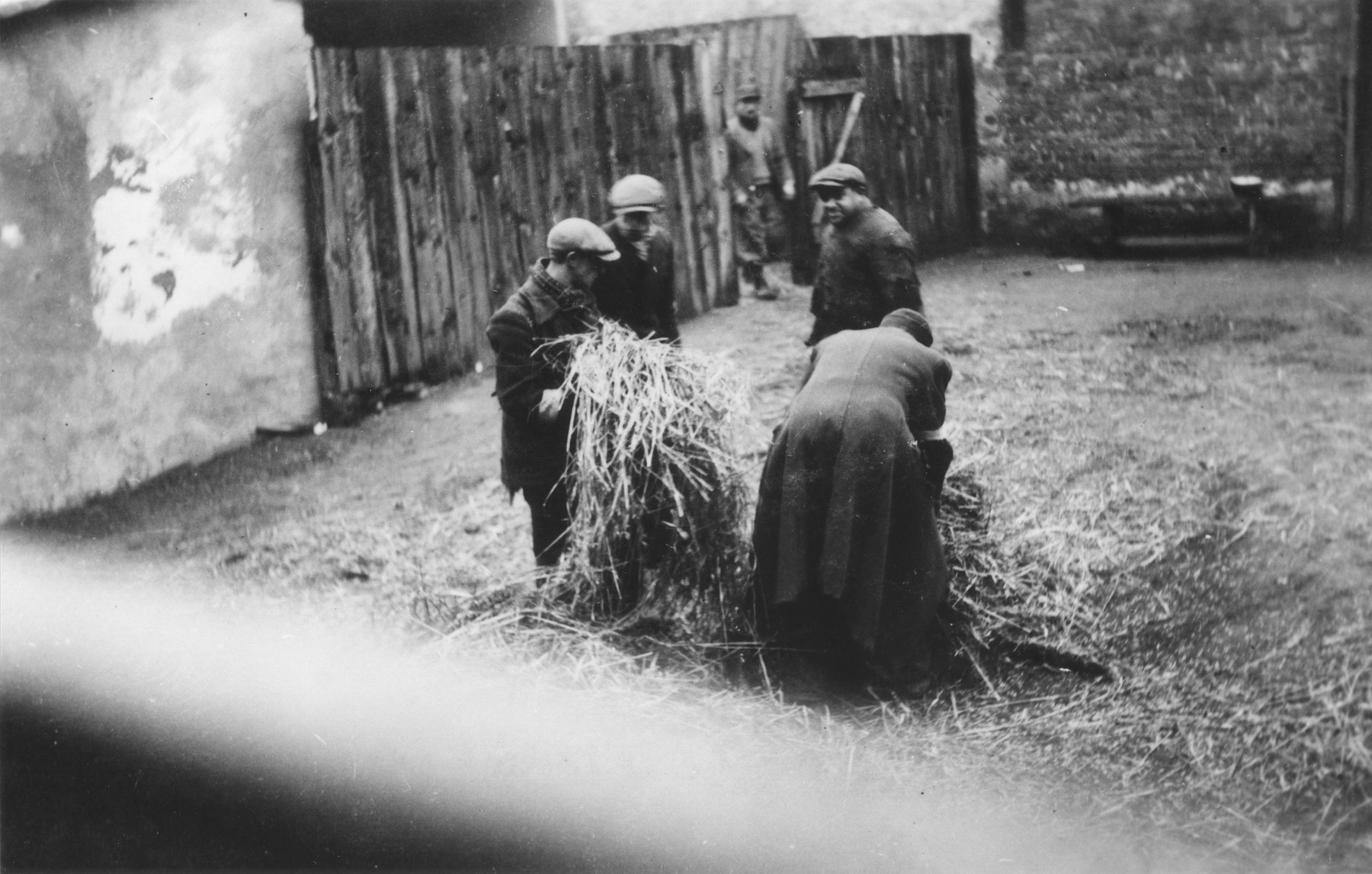
Żydzi w zawierciańskim getcie

Nazwa osiedla pochodzi od przechodzącej przez nią ulicy Stary Rynek. Te okolice od początku XX wieku odgrywały w Zawierciu istotne funkcje handlowe. Stary Rynek był pierwszym placem targowym w Zawierciu. Ponadto w 1904 roku gubernator piotrkowski zatwierdził uchwałę wsi Zawiercie z 19 listopada 1903 roku i wyraził zgodę na organizowanie od maja 1904 roku coczwartkowych targów na terenie, który nazwano Nowym Rynkiem. Jednocześnie w tym okresie w okolicach Nowego Rynku nastąpił rozwój sieci ulic (Apteczna, Hoża, Marszałkowska, Stary Rynek). W 1921 roku Rada Miejska podjęła uchwałę o ułożeniu trotuarów i płyt betonowych m.in. na ulicach Marszałkowskiej i Aptecznej.
Po zakończeniu I wojny światowej przeważająca większość sklepów przy ulicy Marszałkowskiej i na Nowym Rynku należała do Żydów, którzy od 1880 roku mieli w Zawierciu własną synagogę, a w 1905 roku przy ulicy Hożej utworzyli gminę. Poza sklepami w okresie międzywojennym na terenie obecnego osiedla Stary Rynek działały szkoły, biblioteka, apteka oraz związki zawodowe pracowników przemysłu włókienniczego i przemysłu metalowego.
Po wkroczeniu Niemców do Polski, w maju 1941 roku w Zawierciu utworzono getto, obejmujące ulice: Stary Rynek, Nowy Rynek, Apteczną, Widok, Marszałkowską, Ciemną, Ciasną i Górnośląską, ponadto przy ulicy Widok swoją siedzibę miała policja żydowska. W sierpniu 1943 roku nastąpiła likwidacja getta.
Po zakończeniu II wojny światowej na Starym Rynku powstały Zawierciańskie Zakłady Przemysłu Bawełnianego, technikum samochodowe i szkoła handlowa, a w 1950 roku – boisko klubu sportowego „Włókniarz”. Jednocześnie ulice: Nowy Rynek i Marszałkowska były głównymi miejscami koncentracji sklepów w Zawierciu. Ten stan rzeczy uległ zmianie w 1970 roku, kiedy to nad częścią Nowego Rynku zbudowano wiadukt nad torami kolejowymi. Dwa lata później zmieniono nazwę Nowego Rynku na plac Jarosława Dąbrowskiego.
Po 1989 roku przy ulicy Marszałkowskiej odnowiono budynki. Ulica ta wspólnie z ulicami: Apteczną i Hożą nadal spełniała funkcje handlowe. Na początku XXI wieku zwiększyła się liczba zamkniętych sklepów w okolicy.

## Zabytki

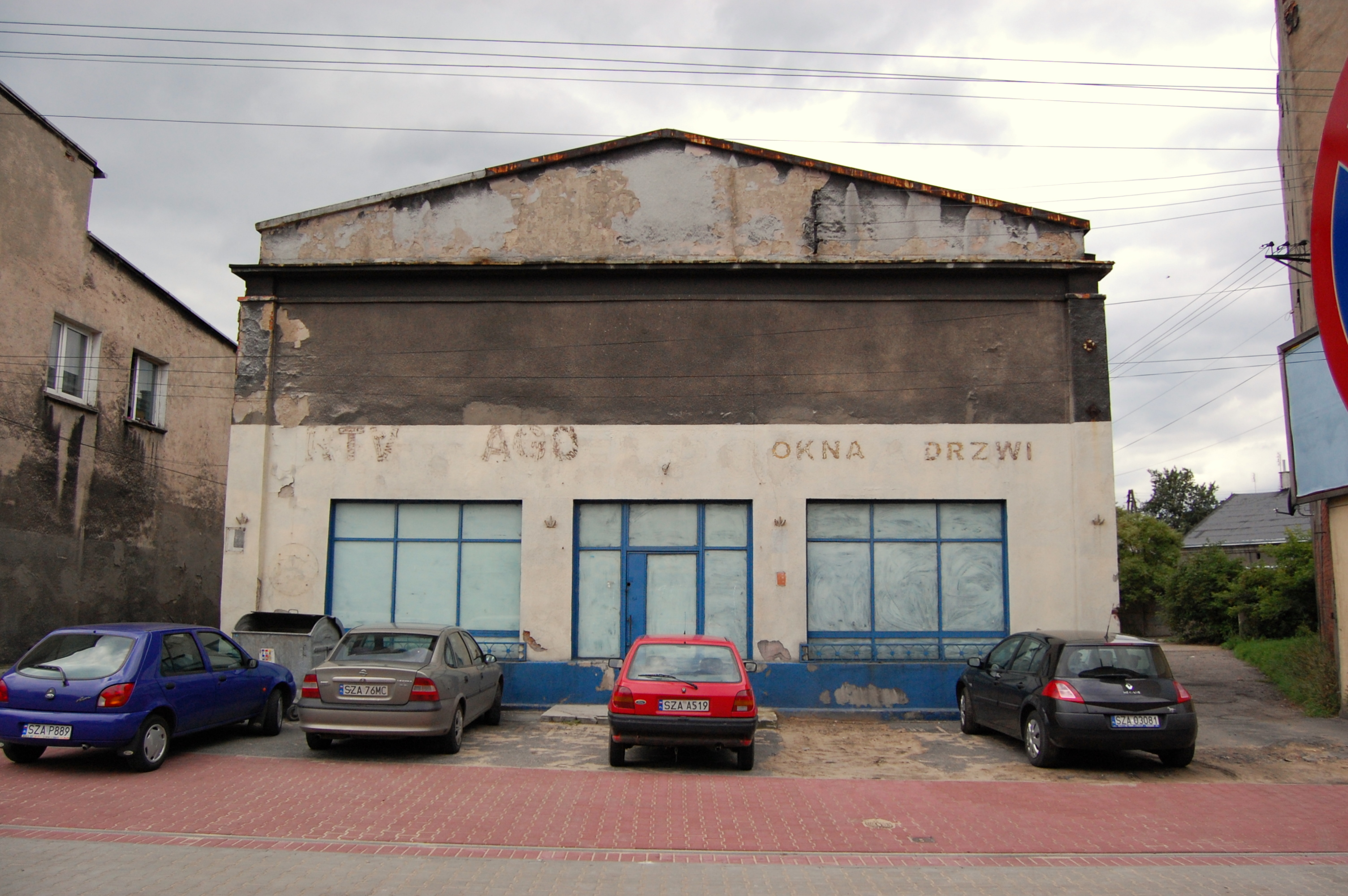
Budynek dawnej synagogi w 2008 roku

Do gminnej ewidencji zabytków na terenie osiedla Stary Rynek wpisane są:
- budynek dawnej mieszalni odpadów bawełny (11 Listopada 2)
- budynek dawnej przędzalni odpadów bawełny (11 Listopada 2)
- budynek dawnej rytowni i drapalni (11 Listopada 2)
- budynek dawnej farbiarni (11 Listopada 2)
- budynek dawnego warsztatu (11 Listopada 2)
- budynek dawnej kuchni i laboratorium (11 Listopada 2)
- naziemne łączniki budynków (11 Listopada 2)
- dawna blicharnia (11 Listopada 2)
- dawna kotłownia (11 Listopada 2)
- mur odgradzający teren przemysłowy od torów kolejowych (11 Listopada 2)
- budynek dawnej przędzalni (11 Listopada 9)
- układ urbanistyczny osiedla robotniczego (11 Listopada 8–18 oraz Staroszkolna 3–11)
- budynek mieszkalny – dawny szpital (11 Listopada 20)
- budynek usługowy (Bankowa 4)
- kapliczka pw. Jana Nepomucena (Kopernika oraz Porębska)
- budynek mieszkalno-usługowy (Marszałkowska 29)
- budynek mieszkalno-usługowy (Marszałkowska 31)
- synagoga (Marszałkowska 41)
- most na Warcie z 1908 roku (Stary Rynek oraz Apteczna)